# Хилльгрубер, Андреас
Андреас Хилльгрубер — (нем. Andreas Hillgruber; 18 января 1925, Венгожево — 8 мая 1989, Кёльн) — немецкий историк, специалист по военной, политической и дипломатической истории Германии 1871—1945 годов.

## Биография
Родился в семье учителя в 1925 году. Вырос в Кёнигсберге. С 1943 по 1945 год служил солдатом вермахта. С 1945 по 1948 находился во Франции в плену. После освобождения поступил в Гёттингенский университет, где в 1952 году получил докторскую степень за диссертацию о немецко-румынских отношениях во Второй мировой войне. С 1954 по 1964 работал школьным учителем. Хилльгрубер работал профессором в Марбургском (1965—1968), Фрайбургском (1968—1972) и Кёльнском (1972—1989) университетах. Умер в 1989 году в Кёльне от рака.

## Публикации
- Hitler, König Carol und Marschall Antonescu: die deutsch-rumänischen Beziehungen, 1938—1944, 1954 (Диссертация)
- Hitlers Entschluss zum Angriff auf Russland (Eine Entgegnung). 1954
- Hitlers Strategie: Politik und Kriegsführung, 1940—1941. 1965 (Habilitationsschrift)
- Deutschlands Rolle in der Vorgeschichte der beiden Weltkriege. 1967
- Kontinuität und Diskontinuität in der deutschen Außenpolitik von Bismarck bis Hitler. 1969
- Bismarcks Außenpolitik. 1972
- «Die Endlösung» und das deutsche Ostimperium als Kernstück des rassenideologischen Programms des Nationalsozialismus. 1972
- Deutsche Geschichte, 1945—1972: Die «Deutsche Frage» in der Weltpolitik. 1974
- Deutsche Großmacht- und Weltpolitik im 19. und 20. Jahrhundert. 1977
- Otto von Bismarck: Gründer der europäischen Großmacht Deutsches Reich. 1978
  - Хилльгрубер А. Отто фон Бисмарк. Основатель великой европейской державы — германской империи. // Берглар П., Хилльгрубер А. Выдающиеся политики: Отто фон Бисмарк, Меттерних. — Ростов-на-Дону: Феникс, 1998. — 320 с.
- Europa in der Weltpolitik der Nachkriegszeit (1945—1963). 1979
- Sowjetische Außenpolitik im Zweiten Weltkrieg. 1979
- Die Gescheiterte Großmacht: Eine Skizze des Deutschen Reiches, 1871—1945. 1980
- Der Zweite Weltkrieg, 1939—1945: Kriegsziele und Strategie der großen Mächte. 1982
- Die Last der Nation: Fünf Beiträge über Deutschland und die Deutschen. 1984
- The Extermination of the European Jews in Its Historical Context. In: Yad Vashem Studies, Bd. 17 1986
- Zweierlei Untergang: Die Zerschlagung des Deutschen Reiches und das Ende des europäischen Judentums. 1986
- Die Zerstörung Europas: Beiträge zur Weltkriegsepoche 1914 bis 1945. 1988